# Robert Nighthawk
Robert Nighthawk (Helena vagy Helena-West Helena, 1909. november 30. – Helena, 1967. november 5.) amerikai blueszenész; énekes, gitáros, harmonikás. Sam Carr, dobos apja volt. 1983-ban Nighthawk bekerült a Blues Hírességek Csarnokába.

## Pályafutása
Robert Nighthawk egy farmon nőtt fel. 1923-ban egy barátja azt javasolta neki, hogy tanuljon meg szájharmonikázni. Az 1930-as években megtanult gitározni, miközben egy farmon dolgozott unokatestvérével. Robert Nighthawk és testvére, valamint az unokatestvére bluest játszott különféle mulatságokon.
Nem sokkal később Nighthawk a Tennessee állambeli Memphisbe költözött, ahol John Lee Hookerral a New Daisy Theatre-ben és a Memphis Jug Banddel lépett fel.
Az 1930-as évek közepén St. Louisba költözött. Itt együtt játszott Henry Townsenddel, a St. Louis blues-sztárjával.
Különböző neveket használt, például B. Robert Lee McCoy, Rambling Bob vagy Peetie's Boy.
Az 1930-as évek végén Chicagóba ment fölvenni első szólólemezét, ami az egyik legkelendőbb hanglemez lett. A Prowling Night-Hawk című dal sikere után végleg Robert Nighthawknak nevezte magát.
1949. végén jelentős sikerei voltak a R&B slágerlistákon.

## Albumok
- Masters of Modern Blues, Vol. 4 (1967)
- Drop Down Mama (1970)
- Brick in My Pillow (1977)
- Blues in D Natural (1979)
- Live on Maxwell Street 1964, 1980
- Complete Recorded Works, Vols. 1-2; 1937-1940 (1985)
- Robert Lee McCoy (Robert Nighthawk) Complete Recorded Works (1990)
- Robert Lee McCoy: The Bluebird Recordings 1937-1938 (1997)
- Robert Lee McCoy: Prowling Nighthawk (2000)
- Prowling with the Nighthawk (2005)

## Díjak
- 1983: Blues Hall of Fame („Live on Maxwell Street” című album)